# Pannonia
La Pannonia era un'antica regione compresa tra i fiumi Danubio e Sava, che comprendeva la parte occidentale dell'attuale Ungheria, il Burgenland, oggi Land austriaco, fino a Vienna, la parte nord della Croazia e parte della Slovenia.
Il toponimo Pannonia, di chiara origine illirica, si rifà alla radice indoeuropea pen, che significa "palude, acquitrino" in riferimento alle zone paludose tra Danubio e Sava, la cosiddetta pianura pannonica.

## Popolazioni prima dell'occupazione romana
Le fonti contemporanee parlano di quest'area come di un insieme di differenti popolazioni integratesi nei secoli, a partire dall'invasione celtica degli inizi del IV secolo a.C. della parte settentrionale di questa regione. I popoli della regione, quale che fosse la loro stirpe, erano indicati con il nome generico di Pannoni. Gli spostamenti e le guerre con i vicini Daci di Burebista oltre a Traci e Mesi, portarono a questa situazione alla fine del I secolo a.C.:
- di stirpe illirica erano i popoli dei Catari, Latobici, Varciani, Colapiani, Oseriati, Breuci, Cornacati e Amantini (della zona di Sirmio) lungo la Sava, oltre agli Azali migrati dopo l'11 a.C. a sud di Brigetio;[2] Iasi, Andizeti, Serreti e Serapilli lungo la Drava.
- di stirpe celtica come gli Eravisci nei pressi di Aquincum, gli Scordisci della zona di Singidunum, i Cotini a sud del lago Balaton, gli Osii (migrati a nord del Danubio dopo le guerre del 12-9 a.C.), i Boi a sud di Carnuntum, gli Anartii (migrati a nord del Danubio dopo le guerre del 12-9 a.C.) e i Taurisci lungo i confini del vicino Norico e della Pannonia.
- di origine dubbia o comunque mista tra genti illiriche e celtiche, erano gli Ercuniati (Hercuniates) e gli Arabiati (Arabiates).

## Storia della provincia romana di Pannonia
L'occupazione dei territori della futura provincia di Pannonia cominciò con Ottaviano negli anni 35-34 a.C. e durò fino al V secolo.
Nel 6 d.C. la provincia è luogo di una rivolta che verrà controllata solamente nel 9 d.C. (rivolta dalmato-pannonica).

## La Pannonia nei secoli successivi alla caduta dell'Impero romano d'Occidente

### Il V secolo: Gepidi, Avari e Longobardi

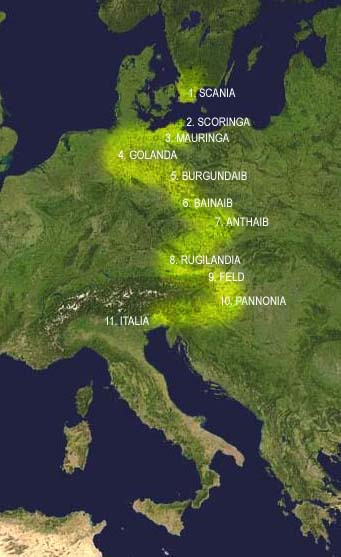
Le principali tappe della migrazione dei Longobardi.

Giunti nel vicino Feld sul finire del V secolo, i Longobardi di re Vacone sfruttarono un'alleanza con Bisanzio e i Franchi per mettere a frutto le convulsioni che scossero il regno ostrogoto, soprattutto dopo la morte del re Teodorico nel 526: sottomisero così i Suebi presenti nella regione e occuparono la Pannonia I e Valeria (l'attuale Ungheria a ovest e a sud del Danubio).
Re Audoino modificò il quadro delle alleanze del predecessore Vacone, accordandosi (nel 547 o nel 548) con Giustiniano per occupare, in Pannonia, la provincia Savense (il territorio che si stende fra i fiumi Drava e Sava) e parte del Norico, in modo da schierarsi contro i vecchi alleati Franchi e Gepidi e consentire a Giustiniano di disporre di rotte di comunicazione sicure con l'Italia. Grazie anche al contributo militare di un modesto contingente bizantino e, soprattutto, dei cavalieri avari, i Longobardi affrontarono i Gepidi e li vinsero (551), mettendo fine alla lotta per la supremazia nell'area norico-pannonica.
Audoino cercò di riavvicinarsi ai Franchi, ma quando morì e salì al trono Alboino i cattivi rapporti con i Gepidi, sempre più spalleggiati dai Bizantini, esplosero in un conflitto che terminò nel 565 con una sconfitta longobarda. Per risollevare le proprie sorti Alboino dovette stipulare un'alleanza con gli Avari, che però prevedeva in caso di vittoria sui Gepidi che tutto il territorio occupato dai Longobardi andasse agli Avari. Nel 567 un doppio attacco ai Gepidi (i Longobardi da ovest, gli Avari da est) si concluse con due cruente battaglie, entrambe fatali ai Gepidi, che scomparivano così dalla storia; i pochi superstiti vennero assorbiti dagli stessi Longobardi. Gli Avari si impossessavano di quasi tutto il loro territorio, salvo Sirmio e il litorale dalmata che tornarono ai Bizantini. L'anno successivo i Longobardi abbandonarono in massa la Pannonia per invadere l'Italia.

### Tra lingua latina e Cristianesimo
Dopo l'arrivo degli Avari nella pianura pannonica, nel VI secolo rimasero solo piccoli nuclei di popolazioni di lingua latina, concentrati in luoghi fortificati intorno al lago Balaton nell'attuale Ungheria occidentale. Questi nuclei sarebbero stati ancora presenti nel IX secolo, secondo quanto scrive la storica romena Roxana Curcă, quando arrivarono i Magiari nella pianura ungherese.
Il linguista ungherese Oswald Szemerényi scrisse che "l'organizzazione della chiesa cristiana si mantenne in Pannonia fino alla fine del VII secolo, e dopo sopravvisse in semplici forme popolari". I Franchi di Carlo Magno, quando sconfissero gli Avari e conquistarono la Pannonia nel 796, vi trovarono dei preti cristiani che non avevano gerarchia ecclesiastica e che praticavano il Cristianesimo usando un latino volgare, ciò risultante dalle numerose missioni da parte di monaci irlandesi o di scuola irlandese iniziate dalla Carantania a partire dalla metà del VIII secolo.

### LaCultura di Keszthely
Le poche testimonianze di queste popolazioni ci vengono principalmente dalla Cultura di Keszthely, un castrum romano vicino all'antica città "Valcum" dove sono stati rinvenuti oggetti artigianali e necropoli del VI e VII secolo. Lo stesso nome Keszthely ha la stessa radice di castrum.
Altri luoghi abitati dalle popolazioni di lingua latina dopo il V secolo sono le attuali città ungheresi Pécs, Tokod, Sopron, Szombathely, Dunaújváros, dove sono state trovate numerose reliquie cristiane con iscrizioni in latino.
La "Cultura di Keszthely" ci ha lasciato lavori artigianali di grande qualità, che servivano ai re e all'aristocrazia dei dominatori Avari. Questa continuità di villaggi neolatini si nota nella toponimia dell'area di Keszthely-Fenékpuszta e del lago Balaton.

### Ipotesi di unalingua pannonicaestinta
Alcuni studiosi ipotizzano che una lingua neolatina, con substrato celtico, si sviluppò in Pannonia dal V al X secolo, per poi andare perduta. Il linguista italiano Carlo Tagliavini considera la lingua pannonica una delle lingue romanze balcaniche con maggiore similitudine al Trace, con cui ha condiviso la sorte estinguendosi prima del Mille.
Secondo lo storico Alexandru Magdearu, nel suo Românii în opera Notarului Anonim, nel X secolo gli ultimi abitanti di lingua pannonica sarebbero stati assimilati dai sopraggiunti popoli slavi e magiari. Questo storico inoltre vi afferma che: "Una migrazione dall'area del fiume Timok (Serbia) viene registrata nell'818".
Non restano tracce scritte di una lingua pannonica, che quindi è solo ipotetica. Tracce della lingua latina restano invece in alcune radici di toponimi come "Keszthely".
Non bisogna confondere questa lingua romanza con una variante della lingua rutena, chiamata anche "lingua pannonica rutena".

### Fonti primarie
- Origo gentis Langobardorum, in  Georg Waitz (a cura di), Monumenta Germaniae Historica, Hannover, 1878,  Scriptores rerum Langobardicarum et Italicarum saec. VI–IX, 1–6. .
- Paolo Diacono, Historia Langobardorum, in  Georg Waitz (a cura di), Monumenta Germaniae Historica, Hannover, 1878,  Scriptores rerum Langobardicarum et Italicarum saec. VI–IX, 12–219. .

### Letteratura storiografica
- Lidia Capo, Commento, in Lidia Capo (a cura di), , Paolo Diacono. Storia dei Longobardi, Milano, Lorenzo Valla/Mondadori, 1992, ISBN 88-04-33010-4.
- Franco Cardini, Marina Montesano, Storia medievale, Firenze, Le Monnier, 2006, ISBN 88-00-20474-0.
- Jenő Fitz, Le province danubiane in AA.VV. Storia di Roma, Einaudi, Torino, 1990 (vol. II, tomo 2); ripubblicata anche come AA.VV. Storia Einaudi dei Greci e dei Romani, Ediz. de "Il Sole 24 Ore", Milano, 2008 (vedi il vol. 16°)
- (a cura di) Gabor Hajnoczi, La Pannonia e l'Impero romano (atti di convegno), Electa, Milano, 1995
- Jörg Jarnut, Storia dei Longobardi, Torino, Einaudi, 2002, ISBN 88-06-16182-2.
- Giuseppe Ignazio Luzzatto - Guido Achille Mansuelli, Roma e le province, due vol., Cappelli, Bologna, 1985
- András Mócsy, Pannonia and Upper Moesia, Londra, 1974.
- Alexandru Magdearu, Românii în opera Notarului Anonim in: "Bibliotheca Rerum Transsylvaniae", XXVII, Centrul de Studii Transilvane, Cluj-Napoca 2001.
- Arnaldo Marcone, La frontiera del Danubio fra strategia e politica in AA.VV. Storia di Roma, Einaudi, Torino, 1990 (vol. II, tomo 2); ripubblicata anche come AA.VV. Storia Einaudi dei Greci e dei Romani, Ediz. de "Il Sole 24 Ore", Milano, 2008 (vedi il vol. 16°)
- Theodor Mommsen, The Provinces of the Roman Empire, Barnes & Noble Books, New York, 2003; ediz. it. Le province romane: da Cesare a Diocleziano, Roux e Viarengo, Roma, 1885; altra ediz. L. Paqualucci Editori, Roma, 1887
- Roger Rémondon, La crisi dell'Impero romano: da Marco Aurelio ad Anastasio, Mursia, Milano, 1964; rist. 1975
- Sergio Rinaldi Tufi, L'area danubiana: Rezia, Norico, Pannonia, Dacia, Mesia in AA.VV. Storia di Roma, Einaudi, Torino, 1993 (vol. III, tomo 2); ripubblicata anche come AA.VV. Storia Einaudi dei Greci e dei Romani, Ediz. de "Il Sole 24 Ore", Milano, 2008 (vedi il vol. 20°)
- Oswald Szemerényi, Studies in the Kinship Terminology of the Indo-European Languages, Leida, 1977
- Carlo Tagliavini, Le origini delle lingue neolatine, Patron, Bologna, 1982